# Colon discendente
Nell'anatomia il colon discendente è una parte del colon.

## Anatomia
Il colon discendente, continuazione del colon trasverso, è lungo circa 25 cm e si dirige inferiormente, anteriormente e medialmente oltre la flessura splenica, continuandosi nel colon sigmoideo dopo essersi curvato verso destra, formando una concavità supero-mediale. È retroperitoneale, per cui ricoperto dal peritoneo solo anteriormente e lateralmente; nella vita embrionale il colon discendente -come il duodeno- presenta un rivestimento peritoneale su tutta la sua superficie, ma, a seguito della rotazione del tubo digerente, il peritoneo che rivestiva la parete posteriore del colon discendente si accolla al peritoneo della parete addominale posteriore, formando la fascia di Toldt.
Possiede un calibro minore rispetto al colon ascendente, ma più appendici epiploiche; è più lungo dell'ascendente perché nell'ipocondrio di sinistra -regione da cui si diparte il colon discendente- non ci sono organi voluminosi come il fegato, dunque il colon discendente si porta fino alla VIII o IX costa. È in rapporto anteriormente con alcune anse del digiuno e dell'ileo; posteriormente è diviso dal rene sinistro dalla fascia perirenale e da questa da scarso tessuto connettivo lasso, ed è in rapporto con l'arteria e la vena genitali di sinistra, il nervo genitofemorale, cutaneo laterale sinistro del femore, ileoipogastrico, sottocostale e femorale, con il muscolo trasverso dell'addome, quadrato dei lombi, iliaco e grande psoas. La prima porzione può talvolta essere in rapporto con la parte inferiore della milza.

## Patologie
Come nel resto del colon, ma qui con maggior facilità, può essere sede di malattie infiammatorie come la colite ulcerosa, la malattia di Crohn, la diverticolite o tumorali come il cancro del colon-retto.